# 오일러의 곱셈 공식
오일러의 곱셈 공식(Euler product formula)은 디리클레 급수(Dirichlet series)를 모든 소수에 대한 무한곱으로 표현한 것이다. 리만 제타 함수의 경우를 증명한 오일러의 이름을 딴 것으로 오일러 곱(Euler product)이라고도 한다.
일반적으로, 다음과 같은 형태의 디리클레 급수가 있다고 하자.
{\displaystyle \sum _{n}a(n)n^{-s}\,}
여기서 {\displaystyle a(n)}는 곱셈적 함수(multiplicative function)이다. 이 급수는 다음과 같이 쓰일 수 있다.
{\displaystyle \prod _{p}P(p,s)\,}
여기서 {\displaystyle P(p,s)}는 다음 급수가 된다.
{\displaystyle 1+a(p)p^{-s}+a(p^{2})p^{-2s}+\cdots .}
이는 산술의 기본 정리 때문에 성립하는 것이다. 특히, {\displaystyle a(n)}이 완전 곱셈적(totally multiplicative)일 경우 {\displaystyle P(p,s)}는 무한등비급수(geometric series)가 되므로 다음 등식이 성립하게 된다.
{\displaystyle P(p,s)={\frac {1}{1-a(p)p^{-s}}}}
리만 제타 함수의 경우 {\displaystyle a(n)=1}이 된다.

## 예
레온하르트 오일러는 바젤 문제를 해결하면서 리만 제타 함수가 오일러 곱과 등치함을 증명하였다. 오일러의 곱셈 공식은 1737년 상트페테르부르크 학술원에서 출판된 그의 논문 〈무한 급수의 다양한 관찰〉(라틴어: Variae observationes circa series infinitas)에 수록되었다. 오일러가 증명한 리만 제타 함수의 무한곱이 가장 유명하므로 리만 제타 함수의 무한곱을 오일러 곱이라 지칭하는 경우도 많다.

### 오일러의 증명
오일러의 곱셈 공식에 대한 오일러의 증명은 다음과 같다. {\displaystyle 1}보다 큰 임의의 복소수 {\displaystyle s}에서, 리만 제타 함수는 다음과 같이 정의된다.
{\displaystyle \zeta (s)={1 \over 1^{s}}+{\frac {1}{2^{s}}}+{\frac {1}{3^{s}}}+\cdots }
양변에 {\displaystyle {\frac {1}{2^{s}}}}를 곱하면 {\displaystyle a^{s}\cdot b^{s}=(a\cdot b)^{s}}이라는 지수법칙에 의해
{\displaystyle {\frac {1}{2^{s}}}\zeta (s)={\frac {1}{2^{s}}}+{\frac {1}{4^{s}}}+{\frac {1}{6^{s}}}+\cdots }
이 성립한다. 첫 번째 식에서 두 번째 식을 빼면 좌변은 {\displaystyle \zeta (s)-{\frac {1}{2^{s}}}\cdot \zeta (s)=\left(1-{\frac {1}{2^{s}}}\right)\cdot \zeta (s)}로 정리되고 우변에는 홀수의 {\displaystyle -s}제곱 항만이 남게 되므로
{\displaystyle \left(1-{\frac {1}{2^{s}}}\right)\cdot \zeta (s)=1+{\frac {1}{3^{s}}}+{\frac {1}{5^{s}}}+{\frac {1}{7^{s}}}+\cdots }
을 얻는다. 이제 위의 결과에 {\displaystyle {\frac {1}{3^{s}}}}를 곱하면
{\displaystyle {\frac {1}{3^{s}}}\left(1-{\frac {1}{2^{s}}}\right)\cdot \zeta (s)={\frac {1}{3^{s}}}+{\frac {1}{9^{s}}}+{\frac {1}{15^{s}}}+\cdots }
이므로, 이 결과를 위 식에서 빼면
{\displaystyle \left(1-{\frac {1}{3^{s}}}\right)\left(1-{\frac {1}{2^{s}}}\right)\cdot \zeta (s)=1+{\frac {1}{5^{s}}}+{\frac {1}{7^{s}}}+{\frac {1}{11^{s}}}+\cdots }
이 되며 우변의 분모에서 {\displaystyle 3}의 배수가 모두 사라진다. 이 작업을 모든 소수 {\displaystyle p}에 대하여 계속 반복하면
{\displaystyle \cdots \left(1-{\frac {1}{p^{s}}}\right)\cdots \left(1-{\frac {1}{11^{s}}}\right)\left(1-{\frac {1}{7^{s}}}\right)\left(1-{\frac {1}{5^{s}}}\right)\left(1-{\frac {1}{3^{s}}}\right)\left(1-{\frac {1}{2^{s}}}\right)\zeta (s)=1}
을 얻는다. 지수법칙에 의해 {\displaystyle {\frac {1}{p^{s}}}=p^{-s}}이므로, 위 식은
{\displaystyle \prod _{p{\text{ prime}}}(1-p^{-s})\cdot \zeta (s)=1}
과 같이 정리할 수 있다. 이제 좌변에 {\displaystyle \zeta (s)}만을 남기고 모든 인수를 우변으로 이항하면,
{\displaystyle \zeta (s)=\prod _{p{\text{ prime}}}{\frac {1}{1-p^{-s}}}}
와 같이 오일러의 곱셈 공식을 유도할 수 있다. 이 증명법은 에라토스테네스의 체에 기초한 증명 방법이다.

## 오일러의 곱셈 공식과 관련된 상수들
아래는 오일러의 곱셈 공식과 관련된 상수들이다.
- 란다우-라마누잔 상수

{\displaystyle K={\frac {\pi }{4}}\prod _{p=1\,{\text{mod}}\,4}\left(1-{{1} \over {p^{2}}}\right)^{1 \over 2}}
- 쌍둥이 소수 상수

{\displaystyle C_{2}=\prod _{\textstyle {p\;{\rm {prime}} \atop p\geq 3}}\left(1-{{1} \over {(p-1)^{2}}}\right)}
- 펠러-토르니어 상수

{\displaystyle C_{FT}={1 \over 2}+\left({1 \over 2}\prod _{n=1}^{\infty }\left(1-{{2} \over {p_{n}^{2}}}\right)\right)}
- 마이셀-메르텐스 상수

{\displaystyle B_{2}=\left(\sum _{n=1}^{\infty }\left(\ln \left(1-{{1} \over {p_{n}}}\right)+{{1} \over {p_{n}-1}}\right)\right)+\gamma }
- 알틴 상수

{\displaystyle C_{A}=\prod _{n=1}^{\infty }\left(1-{{1} \over {P_{n}(P_{n}-1)}}\right)}
- 케어프리 상수(carefree constant)

{\displaystyle K_{1}=\prod _{p}\left(1-{{2p-1} \over {p^{3}}}\right)}
- 바반 상수

{\displaystyle C_{B}=\prod _{p}\left(1+{{3p^{2}-1} \over {p(p+1)(p^{2}-1)}}\right)}
- 이차 유수 상수 또는 이차 수체 유수 상수(Quadratic Class Number Constant)

{\displaystyle \prod _{p}\left(1-{{1} \over {p^{2}(p+1)}}\right)}
- 스티븐스 상수

{\displaystyle \prod _{p}\left(1-{{p} \over {p^{3}-1}}\right)}
- 타니구치 상수

{\displaystyle \prod _{p}\left(1-{{3} \over {p^{3}}}+{{2} \over {p^{4}}}+{{1} \over {p^{5}}}-{{1} \over {p^{6}}}\right)}
- 무라타 상수

{\displaystyle \prod _{p}\left(1+{{1} \over {(p-1)^{2}}}\right)}
- 니븐 상수

{\displaystyle C_{Niven}=1+\sum _{s=2}^{\infty }\left(1-{{1} \over {\zeta (s)}}\right)}
{\displaystyle \zeta (s)}는 리만 제타 함수
- 해프너-사낙크-맥컬리 상수

{\displaystyle D(n)=\prod _{k=1}^{\infty }\left\{1-\left[1-\prod _{j=1}^{n}\left(1-{{1} \over {p_{k}^{j}}}\right)\right]^{2}\right\}}
- 란다우 토션트 상수(Landau's totient constant)

{\displaystyle \prod _{p}\left(1+{\frac {1}{p(p-1)}}\right)={{\zeta (2)\zeta (3)} \over {\zeta (6)}}={\frac {315A}{2\pi ^{4}}}}
{\displaystyle A=\zeta (3)}은 아페리 상수
- 사르낙 상수(Sarnak's constant)

{\displaystyle \prod _{p>2}\left(1-{\frac {p+2}{p^{3}}}\right)=0.723648...} (OEIS의 수열 A065476)

## 같이 보기
- 리만 제타 함수
- 베른하르트 리만
- 레온하르트 오일러
- 수학 상수